# Invalides (stanice RER v Paříži)
Invalides je podzemní nádraží příměstské železnice RER v Paříži, které se nachází v 7. obvodu na levém břehu řeky Seiny. Slouží pro linku RER C. Podzemním tunelem je propojen se stanicí Invalides, kde je možné přestoupit na linky 8 a 13 pařížského metra. Původní historickou budovu nádraží z roku 1900 využívá Air France.

## Historie
Původní nástupiště na pozdější železniční trati z Versailles a ze západní části Francie bylo zprovozněno u příležitosti světové výstavy v roce 1867. Jednalo se o tříkilometrovou trať podél levého břehu Seiny od Champ-de-Mars, která sloužila během výstavy návštěvníkům mezi jednotlivými výstavními pavilony. Po skončení výstavy byl provoz na trati 29. února 1868 zastaven. Pro světovou výstavu 1878 byla vybudována nová linka, která byla napojena na trať Petite Ceinture. Po skončení výstavy sloužilo nádraží jako překladiště zboží a pro cestující sloužil jen úsek mezi Grenelle a Champ-de-Mars. Teprve 5. července 1893 byla trať prodloužena na stanici Invalides i pro osobní dopravu. Nové nádraží bylo otevřeno 15. dubna 1900 u příležitosti světové výstavy 1900. Železniční společnost chtěla dovést linku až do Versailles, ale k tomu došlo až v roce 1902.
Do roku 1935 do stanice zajížděly vlaky z Granville, Brestu a Angers. Po tomto datu sloužilo nádraží jen pro příměstské vlaky do Versailles a Meudonu. Zbývající spoje byly odkloněny na rozšířené nádraží Montparnasse.
V roce 1948 byla nádražní budoava přeměněna na odbavovací halu pro vlaky vypravované na Letiště Orly.
V 70. letech byla postavena podzemní trať linky RER C a od 26. září 1979 slouží podzemní nástupiště.